# ノートルダム墓地

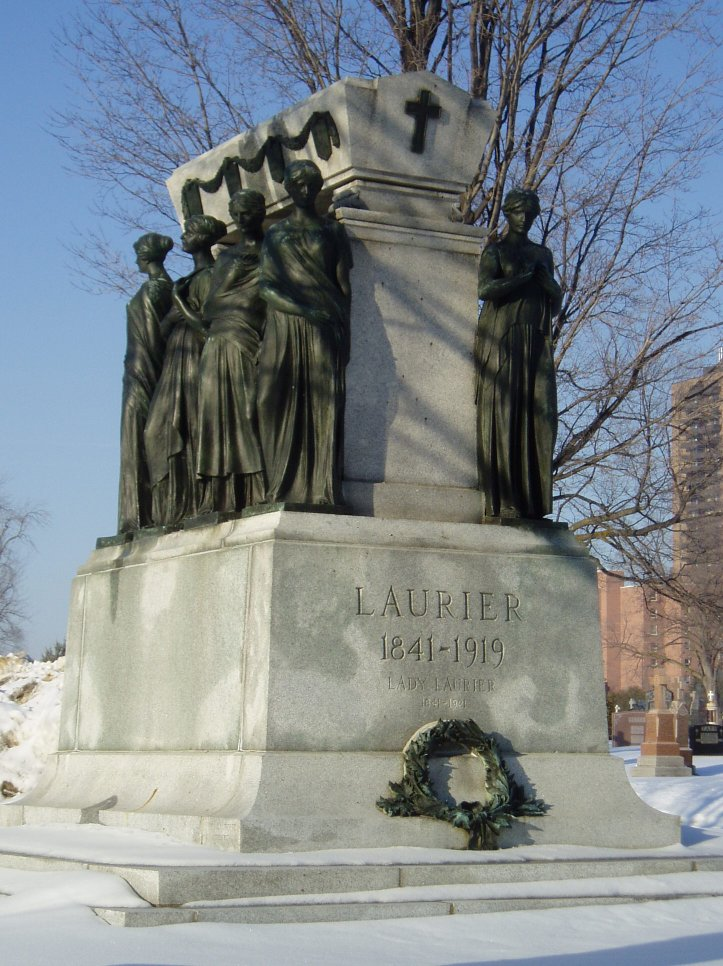
ノートルダム墓地にあるウィルフリッド・ローリエの墓。アルフレッド・ラリベルテ作

ノートルダム墓地（Notre Dame Cemetery）は、カナダのオンタリオ州オタワにあるカトリック墓地。
1872年に開設され、オタワで最も著名なカトリック墓地である。墓地の西端はヴァニエにあり、東端にはセントローラン大通りがある。この墓地には、11万4千人以上の人々が埋葬されている。
1872年にノートルダム大聖堂が開堂した際、サンディヒルの古いカトリック墓地から多くの遺骨と墓石が移された。

## 著名な被葬者
- ジャニス・バブソン（1950-1961）、角膜移植ドナー
- ブルーノ・ビトコウスキー（1929–1966）、サッカー選手
- ボビー・ブーシェ（1899–1958）、ホッケー選手
- EA Bourque (1887–1962)、オタワ市長
- アーニー・カルカット（1932年 - 1984年）、オタワ・ラフライダーズのアナウンサー、カナダ・フットボール殿堂入り
- ベンジャミン・チーチー（1944-1977）、オジブウェー族の芸術家
- アレックス・コネル（1902-1958）、ホッケー殿堂入り選手
- オーレル・ジョリア（1901-1986）、ホッケー殿堂入り選手
- ユースフ・カーシュ（1908–2002）、肖像写真家
- レイ・キンセラ（1910–1996）、ホッケー選手
- フィリップ・コノワル（1886年 - 1959年）、第一次世界大戦の英雄、ヴィクトリア十字章受章
- アラン・クンツ（1919–1987）、ホッケー選手
- ウィルフリッド・ローリエ（1841年～1919年）、カナダ首相
- ジェリー・ローリー（1906–1979）、ホッケー選手
- キルビー・マクドナルド（1913-1986）、ホッケー選手
- ジャック・マッケル（1896–1961）、ホッケー選手
- シャンプラン・マルシル(1920–2010)、写真家
- ルイ・フェリックス・ピノー（1852-1906）、政治家
- シルバー・キルティ（1891-1976）、カナダ・フットボール殿堂およびカナダ・スポーツ殿堂入り
- エルドン・ラスバーン（1916–2008）、映画音楽家
- ラリー・リーガン（1930–2009）、ホッケー選手
- アンナ・T・サドリア（1854–1932）、作家
- アルフ・スミス（1873–1953）、ホッケー選手
- トミー・スミス（1886-1966）、ホッケー殿堂入り選手

## 戦没者墓地として
この墓地にはイギリス連邦軍人115人の戦没者の墓があり、そのうち40人は第一次世界大戦、75人は第二次世界大戦の戦没者である。 